# Anogramma
Anogramma is een geslacht van zeven soorten overwegend tropische varens uit de lintvarenfamilie (Pteridaceae).
Anogramma-soorten onderscheiden zich door hun afwijkende levenscyclus, met een eenjarige sporofyt (de volwassen varen) en een overblijvende gametofyt (of voorkiem).
Het zijn zeldzame varens met een groot verspreidingsgebied over tropische en subtropische zones van Zuid-Amerika, de Azoren, het Middellandse Zeegebied, Afrika en Madagaskar, Zuidoost-Azië van India tot Taiwan, Australië en Nieuw-Zeeland.
Anogramma leptophylla is ook op de Britse Kanaaleilanden te vinden.

## Naamgeving enetymologie
- Synoniemen:' Pityrogramma subgen. Anogramma (Link) Domin (1928), Dicranodium Newman (1854), Adenogramme Link (1908), Monosorus Domin (1928)

## Kenmerken
Anogrammasoorten zijn kleine, terrestrische varens met korte, geschubde rizomen en in dichte bundels staande bladen. De bladsteel bevat één vaatbundel.
De bladen zijn één- tot meermaals gedeeld, de bladslipjes nogmaals diep gespleten. De buitenste steriele en de binnenste, fertiele bladen zijn verschillend van vorm, de steriele meestal korter, minder gedeeld en met bredere bladslipjes. De bladrand is niet naar onder omgekruld zoals bij de meeste lintvarens.
De sporendoosjes liggen onbedekt in lijnvormige sporenhoopjes langs de bladnerven, aan de onderzijde van de blaadjes. Er is geen dekvliesje.

## Levenscyclus
Anogramma heeft een voor een varen ongewone levenscyclus. De sporofyt die de bladen draagt is eenjarig en sterft na het vrijkomen van de sporen af. De gametofyt of voorkiem ontstaat uit de sporen en is overblijvend en ontwikkelt elk jaar opnieuw nieuwe bladen. Bij de meeste varens sterft de voorkiem af nadat de eerste bladen gevormd zijn.
Om te overleven ontwikkelt de voorkiem van Anogramma daartoe een archegoniofoor, een orgaantje dat de archegoniën draagt, waarvan het distale gedeelte zich tot een voedselknolletje omvormt.

## Taxonomie
Het geslacht telt in de meest recent geaccepteerde indeling zeven soorten.

### Soortenlijst
- Anogramma ascensionis (Hook.) Diels (1899)
- Anogramma chaerophylla (Desv.) Link (1841)
- Anogramma leptophylla (L.) Link (1841)
- Anogramma lorentzii (Hier.) Diels (1899)
- Anogramma novogaliciana Mickel (1992)
- Anogramma osteniana Dutra (1933)
- Anogramma reichsteinii Fraser-Jenkins (1997)